# Administración de Carlos Alvarado
La Administración de Carlos Alvarado Quesada fue el gobierno constitucional de la República de Costa Rica desde el 1 de mayo de 2018 al 30 de abril de 2022. 

## Antecedentes y elección

### Antecedentes políticos
El mandatario se desempeñó como asesor de la fracción del Partido Acción Ciudadana en la Asamblea Legislativa durante el período 2006-2010. Además fue el director de Comunicación para la campaña presidencial de 2014 de su antecesor Luis Guillermo Solís. Durante la administración Solís Rivera ejerció como Ministro de Desarrollo Humano e Inclusión Social y Presidente Ejecutivo del Instituto Mixto de Ayuda Social. 
Bajo su cargo, en conjunto con la vicepresidente Ana Helena Chacón, la Universidad de Oxford, el INEC y una alianza de empresas privadas llamada Horizonte Positivo, desarrolló el Índice de Pobreza Dimensional (IPD) que permitía medir las diferentes carencias que tienen las personas que viven en condiciones de pobreza, la cual junto a la implementación del Sistema Nacional de Información y Registro Único de Beneficiarios (SINIRUBE) y una herramienta llamada Mapas Sociales, generada a partir de información del Censo del 2011, permitieron que todas las instituciones que brindan ayudas sociales tengan acceso a la misma información y sepan quién está siendo atendido, dónde, por quién y cuáles son sus necesidades. Esto facilita la detección de duplicidades, errores y filtraciones.
Alvarado creó la Estrategia Nacional de Reducción de la Pobreza: Puente al Desarrollo. Dicho programa tenía el objetivo de garantizar a 54.600 familias en pobreza extrema el acceso a programas, proyectos y servicios sociales de forma preferente, articulada e integral para la reducción de la pobreza extrema. Los resultados de dicha estrategia se vieron reflejados en una disminución de la pobreza registrada por la Encuesta Nacional de Hogares del 2016: que se redujo después de 20 años de un 22,3% en 2014; a un 20,5% en 2016. En el caso de la pobreza rural bajó de 30,3% en el 2014 a 25.7% en el 2016 y la urbana, en esos mismos años de 19,5% a 18,6%.
Tras la renuncia como ministro de Víctor Morales Mora, Alvarado fue nombrado Ministro de Trabajo y Seguridad Social en 2016. En esa cartera se redujeron los beneficios de convenciones colectivas estatales del Banco de Costa Rica, JAPDEVA y RECOPE en negociaciones de las convenciones colectivas a la baja exitosas con los sindicatos. Como ministro también promovió la implementación de las leyes que recortaron las pensiones de lujo. Renunció a su puesto al Ministerio, buscando la candidatura presidencial, como lo exige la Constitución Política de Costa Rica.

### Postulación y elección

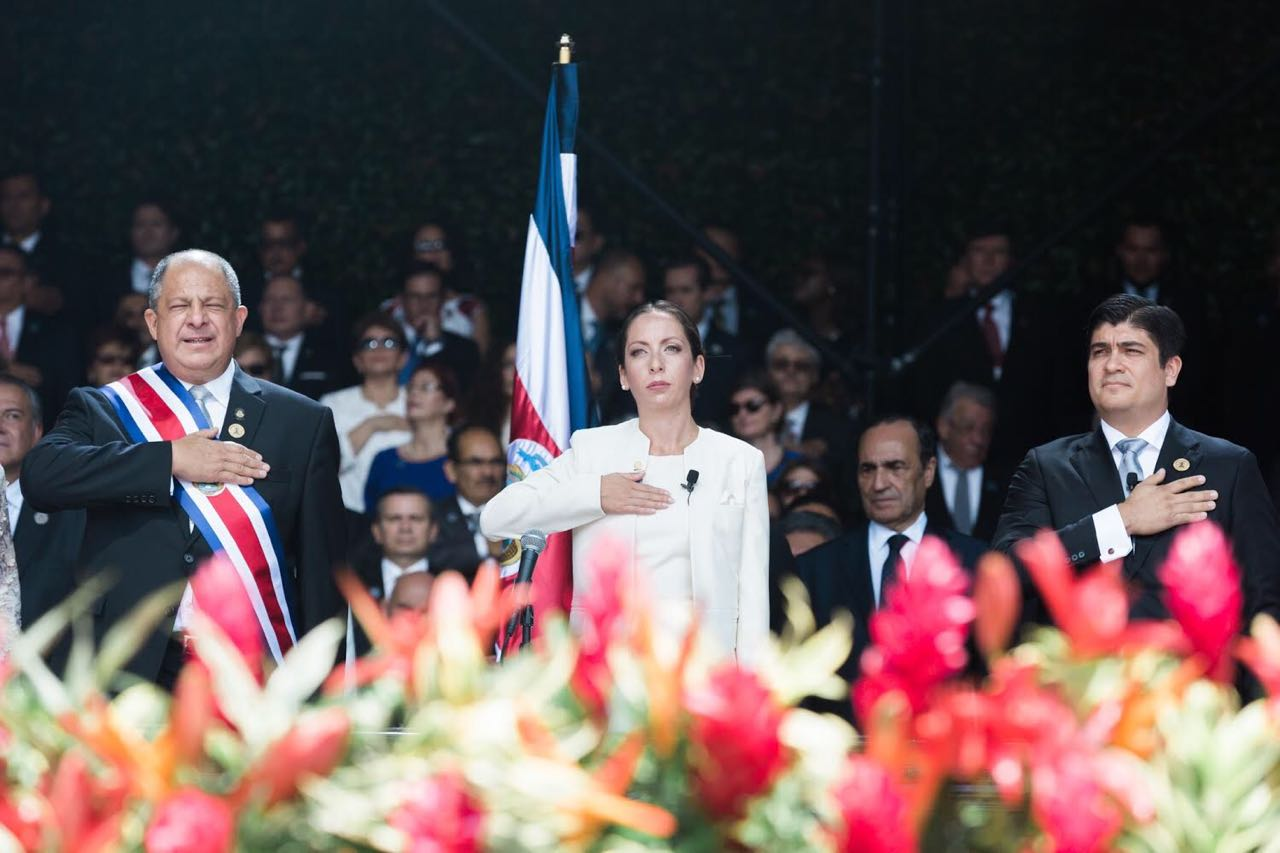
Canto del Himno Nacional de Costa Rica durante la toma de posesión de Carlos Alvarado el 8 de mayo de 2018. En la imagen: el presidente saliente (Luis Guillermo Solís), la presidenta de la Asamblea Legislativa (Carolina Hidalgo Herrera), y el presidente electo.

El 1 de abril de 2018 en la segunda ronda electoral fue elegido presidente de la república por el partido oficialista vigente, el Partido Acción Ciudadana, tras obtener el 60,8% de los votos sobre su rival Fabricio Alvarado que obtuvo 39,2%. Fue la primera vez en la historia de Costa Rica que el candidato que quedó de segundo en la primera vuelta gana el balotaje, además de ser la primera vez que el abstencionismo se reduce con respecto a los resultados de la primera ronda. Por segunda ocasión, un candidato obtuvo más de un millón de votos en la segunda ronda, siendo la primera el cuatrenio anterior con Luis Guillermo Solís del mismo partido.
Alvarado se convirtió en el presidente más joven de Costa Rica desde la fundación de la Segunda República. Aunado a ello, su compañera de fórmula, Epsy Campbell Barr se convirtió en la primera mujer vicepresidente afrodescendiente de América Latina. Con la victoria de la fórmula presidencial de Carlos Alvarado, la diputada Epsy Campbell Barr se convirtió  así en la primera mujer afrodescendiente en ocupar la vicepresidencia (y presidencia del país, durante las ausencias en el cargo de Alvarado) de Costa Rica y de una nación latinoamericana.

## Gabinete y ministros
Alvarado asignó a más mujeres que hombres en su Consejo de Gobierno, cumpliendo con el compromiso de campaña para constituir el Gobierno con más mujeres en la historia de un gabinete de Costa Rica, así como el primero en ser paritario. Asimismo, el presidente invitó a los diferentes partidos políticos representados en la entonces recién conformada Asamblea Legislativa a unirse en un llamado "Gobierno de Unidad Nacional", ofreciéndole a los partidos espacios en los diferentes ministerios e instituciones públicas. Finalmente, el gabinete inicial de ministros se conformó en un 44% por miembros del Partido Acción Ciudadana, 24% del Partido Unidad Social Cristiana, 15,5% sin origen partidario, 11% del Partido Liberación Nacional, 2,2% del Frente Amplio, y 2,2% del partido cantonal Curridabat Siglo XXI. El fundador del PAC Ottón Solís Fallas aseguró el 26 de abril de 2018, día del anuncio del gabinete inicial: 

En los gobiernos parlamentarios (formados con representación de los grupos legislativos) hay diferentes ideologías y este intenta serlo. En Alemania están juntos la socialdemocracia y la democracia cristiana, que han sido enemigos políticos toda la vida. Carlos aquí da un paso gigantesco comprendiendo la realidad política nuestra [...] Los costarricenses ahora pueden ver una gigante de la ética desde el ala izquierda como Patricia Mora (diputada y presidenta de Frente Amplio nombrada como ministra de la Condición de la Mujer) y a otras personas del ala de derecha del país, pero todos con la idea de que el Estado cumpla con sus funciones de manera eficiente.

## Principales reformas

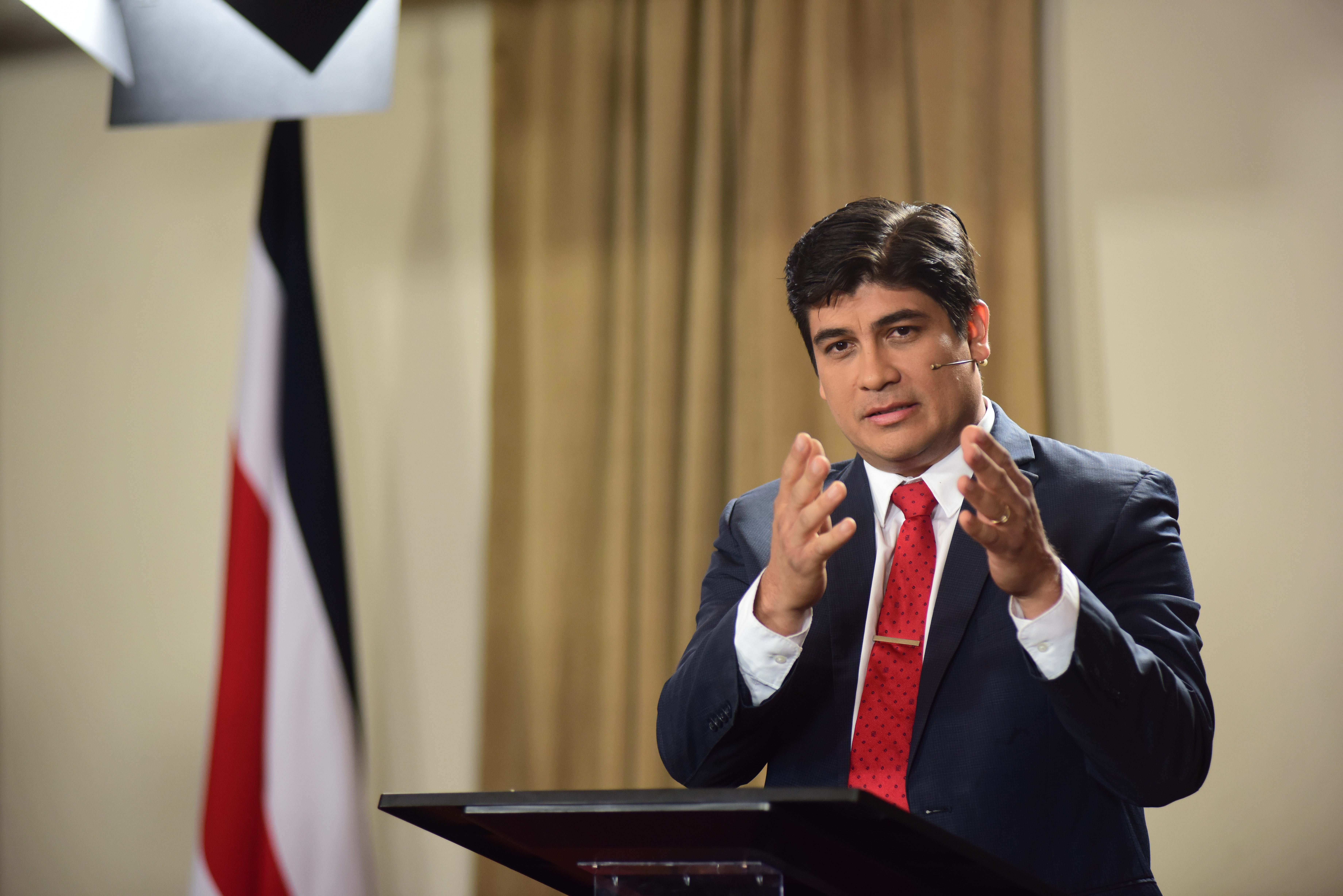
Alvarado en 2018

### Plan Fiscal (2018)
En sus primeros meses consiguió suficiente consenso de las bancadas mayoritarias para aprobar el Plan Fiscal, Expediente N.° 20580 y posteriormente la Ley de la República N.° 7635 llamada Ley de Fortalecimiento de las Finanzas Públicas, con los votos de los partidos Liberación Nacional, Acción Ciudadana y Unidad Social Cristiana, aprobada en segundo y definitivo debate el 3 de diciembre del 2018 con 34 votos positivos y 17 en contra.
La nueva ley, reformaba de manera integral, la Ley N.° 6826, Ley de Impuesto General sobre las Ventas del 8 de noviembre de 1982; y la Ley N.° 7092, Ley del Impuesto sobre la Renta del 21 de abril de 1988, en la cual se sustituyó el impuesto general sobre las ventas (I.V.) por el impuesto sobre el valor agregado (I.V.A.), pero manteniendo la tasa de 13%, con algunas excepciones e incorporando más servicios que pagarán el tributo. A los productos de la canasta básica se les impone una tarifa reducida del 1%, y se cobrará a servicios actualmente exentos como los servicios profesionales, gimnasios, las aplicaciones de streamming y otras de servicio como Uber y Netflix. También incluía cambios en los impuestos de renta a salario, global, capitales, excedentes de cooperativas y asociaciones solidaristas; así como cambios en el año fiscal tributario.
Respecto a los gastos del Gobierno también se incluyó la regla fiscal, la cual fue introducida para ayudar a contener el déficit fiscal y la deuda pública, factores que repercuten de forma negativa en la economía general del país. La regla fiscal brinda parámetros y escenarios en su capítulo de responsabilidad fiscal, que le permiten al Poder Ejecutivo determinar su máximo endeudamiento según cifras macroeconómicas, por ejemplo cuando la deuda pública supere el 60% de la producción nacional, el gasto total (tanto corriente como de capital) no podrá crecer más allá del 65% del crecimiento promedio del PIB nominal de los últimos cuatro años.

### Norma técnica para la interrupción terapéutica del embarazo (2018)
El aborto en Costa Rica es permitido solo cuando peligre la vida o la salud de la madre según el numeral 121 del Código Penal desde 1970. Sin embargo, la no existencia de un protocolo que regule su aplicación ha causado que esto rara vez se implemente. En 2012 dos mujeres que sufrieron de embarazos de alto riesgo que no fueron atendidos con abortos terapéuticos como lo solicitaron demandaron al país ante la Comisión Interamericana de Derechos Humanos. Como una de sus promesas de campaña el Partido Acción Ciudadana de Alvarado se comprometió a la elaboración de una norma técnica que corrigiera esto y satisficiera las exigencias de la Comisión. El tema fue inmediatamente rechazado por los sectores más conservadores y fue tema de campaña. Sin embargo, Alvarado resultó elegido presidente en 2018. Distintos sectores presionaron tanto a favor como en contra de la firma de la norma. Fue finalmente firmada el 12 de diciembre de 2019, junto a su Ministro de Salud, Daniel Salas Peraza. Diputados del bloque conservador anunciaron represalias contra el ejecutivo así como la lucha legal contra la norma. así como se interpusieron recursos por ciudadanos particulares.

### Veto a la Ley de la Pesca de Arrastre (2020)
En octubre de 2020 también se aprobó por 28 votos a favor y 16 en contra, la controversial ley que re-legalizó la pesca de arrastre. Dicha aprobación en la Asamblea Legislativa generó un rechazo en redes sociales y la condena por parte de grupos ambientalistas que se reunieron con el gobierno (la fracción oficialista junto con el diputado Villalta sí votaron en contra) solicitando al presidente que vetara la ley, como efectivamente lo hizo el 30 de octubre de 2020 por lo que de acuerdo con la Constitución de Costa Rica para que la ley quedara en firme, se requerían ahora de mayoría calificada (38 votos de 57 posibles). A raíz de esto el expresidente legislativo y líder de la bancada liberacionista en el Congreso Carlos Ricardo Benavides Jiménez quien votó a favor, aseguró que no veía posibilidades de que la ley fuera resellada, como sucedió.

## Movimientos sociales

### Huelga sindical contra el Plan Fiscal (2018)
Durante la discusión y previo a la votación en primer debate del Plan Fiscal en octubre de 2018, los gremios sindicales del sector público, convocaron a la Huelga sindical en Costa Rica de 2018 que se extendió por más de 80 días, iniciando el 10 de septiembre y hasta diciembre de 2018, con mayor incidencia de duración en el Magisterio de Educación. La huelga falló en frenar el voto positivo de los diputados ni incidió en la Sala Constitucional, la cual declaró el proyecto constitucional, dando vía libre para su aprobación y publicación. Esto último y la declaratoria de ilegalidad de la mayoría de las huelgas por Tribunales de Trabajo causó que el movimiento se disipara.
Una consecuencia directa de dicha huelga (la más larga en la historia del país) fue la presentación, impulso y aprobación de la Ley N.° 9808 Ley para Brindar Seguridad Jurídica sobre la Huelga, firmada en enero de 2020, e impulsada por el Presidente de la Asamblea Legislativa de Costa Rica de dicho momento Carlos Ricardo Benavides Jiménez. La ley declara ilegales las huelgas en servicios públicos esenciales como en suministro de combustibles, atención hospitalaria, seguridad y comedores escolares.

### Protestas estudiantiles (2019)
Las protestas de distintos sectores incluyendo pescadores, camioneros, estudiantes de secundaria, sindicatos de educadores y opositores cristianos convergieron entre junio y julio de 2019 opuestos a temas disímiles, pero que llevaron a la salida del Ministro de Educación Edgar Mora. La oposición al gobierno tanto de la derecha conservadora como de la izquierda, de gremios sindicales y artesanales y de sectores de la extrema derecha ha sido señalada como un fenómeno atípico. En 2019 grupos estudiantiles del autoproclamado Movimiento de Estudiantes de Secundaria (MEDSE) cerraron múltiples centros educativos y bloquearon vúas públicas. El propio MEDSE aseguró que fueron 305, aunque el Ministerio de Educación Pública reportó 86 al 15 de julio de 2019. El número de centros cerrados fue reduciéndose conforme se erosionó el apoyo a las protestas, para el 19 de julio se reportaron nueve centros cerrados, y doce el 22. Los estudiantes protestaban contra las pruebas FARO (Fortalecimiento de Aprendizajes para la Renovación de Oportunidades) que reemplazan al sistema de examen para bachillerato y fin del proyecto de educación dual que se discute en la Asamblea Legislativa de Costa Rica.

### Amenazas al orden constitucional
El 25 de junio de 2019, en medio de airadas protestas por parte de pescadores a las afueras de Casa Presidencial, además de la ruptura de un portón fue lanzado un cabo de dinamita. Al día siguiente la oficina de la diputada del Partido Integración Nacional Zoila Rosa Volio fue atacada con una bomba molotov.
El 7 de julio de 2019, un grupo autodenominado Movimiento 7 de Julio hizo un llamado en redes sociales a deponer al gobierno violentamente mediante alzamiento armado con un video en que cubrían sus rostros. Los partícipes fueron rápidamente identificados y arrestados por las autoridades judiciales.
En la madrugada del 26 de julio de 2019, estalló una bomba de confección casera en las instalaciones de Televisora de Costa Rica, el medio más grande del país y acusado de ser progobierno. También trascendió que una educadora de la Escuela Porfirio Brenes de Moravia habría hecho llamados a matar al presidente y poner explosivos en vía pública en una chat sindical de WhatsApp, lo que llevó a una investigación por parte del MEP. En agosto de 2019 se encontró material explosivo dejado en uno de los baños de la Asamblea Legislativa. El grupo responsable fue apresado por operativos del Organismo de Investigación Judicial en un trabajo conjunto con la Dirección de Inteligencia y Seguridad, la Fuerza Pública y el Ministerio Público. Entre los apresados figura la maestra de secundaria conocida en redes sociales por hacer llamados a la violencia. El grupo coordinaba mediante las plataformas de WhatsApp y Facebook. El cabecilla del grupo era un abogado de apellidos Gutiérrez Pizarro quien lideraba la página de extrema derecha Resistencia Costarricense que difundía contenido xenófobo y homófobo además de noticias falsas y de incitar a un golpe de Estado.

### Oposición al acuerdo con el FMI (2020)
El 17 de septiembre de 2020, en pleno pico pandémico ocasionado por covid-19 y la reapertura gradual, el Gobierno de la República mediante su Ministro de Hacienda y el presidente del Banco Central, anunciaron unas series de medidas económicas a tomar para optar por un acuerdo monetario con el FMI por $1.750 millones, incluyendo un aumento de impuestos o creación de nuevos, como el de las transacciones bancarias.  De acuerdo con una encuesta realizada por el CINPE de la Universidad Nacional el 27,56% de la población estaba en total desacuerdo con las negociaciones con el FMI, un 3,98% se mostró indiferente, un 20,45% poco de acuerdo, un 32,39% medianamente de acuerdo y un 15,63% totalmente a favor. Pese a lo anterior, por semanas se generaron protestas y bloqueos, especialmente de ciudadanos particulares afectados directamente por las medidas sanitarias de la pandemia, por lo cual el gobierno optó por retirar dicha propuesta inicial el 4 de octubre del 2020, para dar comienzo a un Diálogo.
En una inusual coincidencia con los sindicatos, al acuerdo se opone también la Unión Costarricense de Cámaras y Asociaciones de la Empresa Privada (Uccaep), principal organización empresarial del país. Esta se opone a renta global, impuesto a casas de lujo e impuestos a cooperativas y asociaciones solidaristas. Al acuerdo se oponen los sindicatos de la Asociación de Profesores de Segunda Enseñanza (APSE), la Unión Nacional de Empleados de la Caja y la Seguridad Social (Undeca), la Asociación Nacional de Educadores y Educadoras (ANDE), la Asociación Nacional de Empleados Públicos y Privados (ANEP) y el Sindicato de Empleados de la Universidad de Costa Rica (SINDEU), entre otras cosas por su oposición a la venta de algunas instituciones estatales como la Fábrica Nacional de Licores (FANAL) y el Banco Internacional de Costa Rica (BICSA), así como a la Ley de Empleo Público, que formaba parte del acuerdo, y venía a unificar salarios y reducir beneficios del sector público.
El acuerdo fue aprobado formalmente por el Directorio Ejecutivo del FMI, lo cual fue realizado el 1 de marzo de 2021. Además debía ser ratificado por la Asamblea Legislativa de Costa Rica con un mínimo de 38 votos. El 2 de julio de 2021 los diputados aprobaron en primer debate el acuerdo con el voto de la mayoría de fracciones.

## Atención de la pandemia por COVID-19

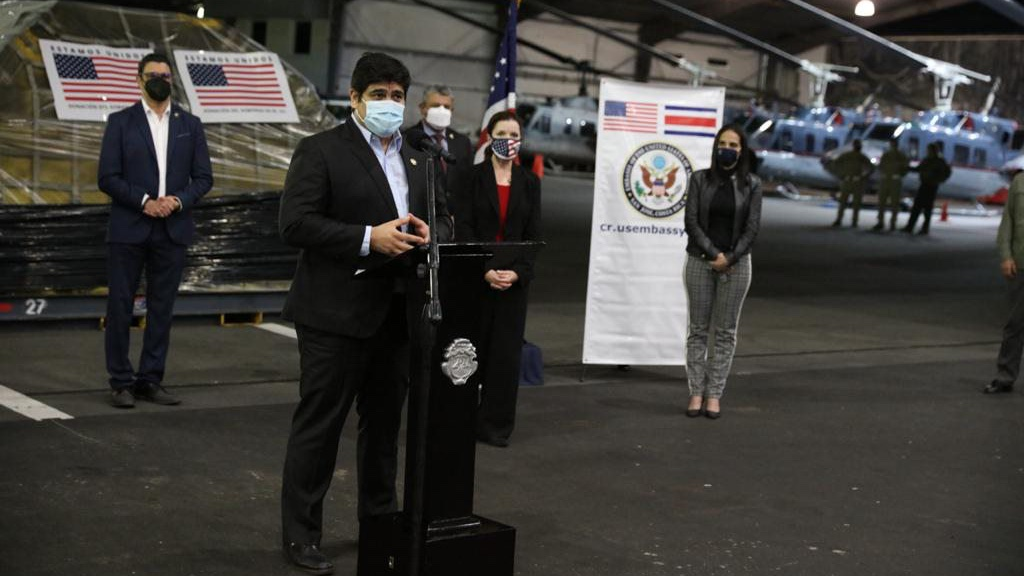
El mandatario y el Ministro de Salud, Daniel Salas Peraza, en el Aeropuerto Internacional Juan Santamaría el 13 de julio de 2021, recibiendo la donación de medio millón de vacunas Pfizer contra la covid-19 donadas por el Gobierno de Estados Unidos.

Durante su gestión, Alvarado tuvo que hacer frente a la pandemia de COVID-19 desde su arribo al país el viernes 6 de marzo del 2020, y hasta la conclusión de su mandato. El accionar inicial del gobierno de Costa Rica y particularmente el manejo de la crisis por parte de las autoridades de salud como el ministro del ramo Daniel Salas y el presidente ejecutivo de la Caja Costarricense de Seguro Social Román Macaya Hayes fue aplaudido por distintos sectores tanto oficialistas como opositores, llegando a obtener una aprobación del 70 % entre la población.
Sin embargo, a partir del mes de junio de 2020, fue criticado por algunos sectores debido a las medidas tomadas para mitigar el contagio en la población han tenido un impacto económico; ante el clamor de ciertos sectores que exigían la apertura de los comercios se han generado marchas y protestas, provocando que las medidas sanitarias se flexibilizaran, causándose así un incremento exponencial en la tasa de contagios y muertes a partir de julio de 2020.
A Costa Rica arribó el primer lote de vacunas el 23 de diciembre de 2020, siendo el tercer país de América Latina en comenzar la inmunización contra el COVID-19, eran 9750 dosis de la vacuna de Pfizer-BioNTech, y la vacunación comenzó con 2 adultos mayores de un hogar de larga estancia, con la presencia del presidente.
Para abril de 2022, a un mes finalizar el mandato de Alvarado, según datos del Sistema Integrado de Vacunas de la Caja Costarricense de Seguro Social encargada de la aplicación de la campaña de vacunación, se habían aplicado más de 13 millones de dosis a mayores de 5 años, entre sus primera, segunda y tercera dosis. Para el final del mandato, más del 85% de la población obtuvo al menos una dosis, un porcentaje entonces por encima de países como Alemania, Bélgica, Francia, el Reino Unido y Estados Unidos; un 78,3% de la población total tenía dos dosis, y más de 2 millones de personas contaban con el refuerzo de la tercera, es decir el 39,1%.

## Controversias y causas judiciales

### Nombramientos irregulares (2018)
A finales de 2018, ocurre polémica por el nombramiento irregular de funcionarios realizados por la entonces ministra de Relaciones Exteriores y vicepresidenta Epsy Campbell que llevó a la renuncia de esta a la cartera. Tras una investigación la Procuraduría General concluyó que Campbell no incurrió en ninguna falta al deber de probidad.

### Violencia contra pueblos indígenas (2019-2020)
El lunes 18 de marzo de 2019 es asesinado en la comunidad de Yery, en el territorio indígena bribri de Salitre, Sergio Rojas Ortiz, del clan Uniwak, reconocido dirigente comunal y líder de las recuperaciones de tierras indígenas. El hecho generó gran conmoción y tuvo como resultado la exposición a nivel internacional de la problemática en los territorios indígenas en Costa Rica y un comunicado por parte de las Naciones Unidas hacia el Gobierno de Costa Rica en el que se condena el hecho y se solicitan medidas al respecto, lo cual se condieró una situación "atípica" para un país tradicionalmente avanzado en derechos humanos como lo es Costa Rica. Sin embargo, el Gobierno falló en la implementación de estas medidas y el lunes 24 de febrero de 2020, en el territorio indígena brörán de Térraba, es asesinado en circunstancias muy similares a las de Rojas, el líder recuperador Jerhy Rivera Rivera. Esto generó una condena por parte de la Organización de Naciones Unidas.
Las exhortaciones de las Naciones Unidas fueron desacatadas por la Administración Alvarado Quesada, y en julio de 2020 la comunidad indígena maleku da inicio a un proceso autónomo de recuperación de tierras, con lo cual se generan nuevas tensiones y amenazas de violencia en la Zona Norte del país. Al mismo tiempo, en medio de la lucha contra la pandemia del COVID-19, se produce un nuevo acto de racismo contra pueblos indígenas, al propagarse la enfermedad entre miembros de la comunidad indígena cabécar de Chirripó, cuando las autoridades locales establecieron un albergue temporal en la localidad de Carmen Lyra, en el cantón de Turrialba, y como respuesta los vecinos de la zona realizaron protestas violentas e intentos de quemar el lugar. Como respuesta, las autoridades trasladaron el albergue a la localidad de Grano de Oro, camino hacia el territorio indígena cabécar de Chirripó y mucho más lejos del Hospital William Allen que la localidad inicial, lo cual recibió críticas por interpretarse como una concesión a los manifestantes racistas.
Otro caso de violencia contra pueblos indígenas se suscitó a raíz de una controvertida sentencia del Tribunal Agrario del Segundo Circuito Judicial de San José, emitida el 27 de marzo de 2020, en la cual se ordenó el desalojo de la finca Kono Jú, en el territorio indígena cabécar de China Kichá, ubicado al sur del cantón de Pérez Zeledón. A partir de esta sentencia, la comunidad empezó a sufrir situaciones de acoso por parte de las autoridades municipales y policiales, y ante la indolencia del Gobierno de la República, a pesar de las denuncias realizadas por la comunidad y organizaciones defensoras de los derechos indígenas, la Defensoría de los Habitantes emitió una "alerta temprana" el 22 de septiembre de 2020.

### Escándalo UPAD (2020)
A inicios del 2020 se hizo pública la existencia de la Unidad para el Análisis de Datos o UPAD, gestionada por Casa Presidencial para la obtención de información y análisis de datos de la ciudadanía. El hecho generó un escándalo político al acusarse de esta recabando datos privados de manera inconstitucional. Alvarado mediante decreto cerró la organización pero esta tenía más de un año de operar. El hecho fue condenado por todas las bancadas de la Asamblea Legislativa excepto la oficialista, además el excandidato presidencial Juan Diego Castro y la excandidata vicepresidencial Gloria Navas (ambos abogados) interpusieron denuncias penales ante el Ministerio Público. La Defensoría de los Habitantes abrió una investigación. Además la bancada del Partido Unidad Social Cristiana interpuso un recurso de inconstitucionalidad contra la oficina (aunque está ya había sido cerrada para el momento) y la bancada del Partido Liberación Nacional planteó una moción de censura ante el plenario, también discuten los diputados el crear una comisión investigadora.
El caso llevó a la Fiscalía General a realizar el primer allanamiento a Casa Presidencial en la historia, y de las Oficinas del ICE y de realizar decomisos de celulares y equipos de cómputo para la investigación de presuntos delitos. El 2 de febrero de 2022, el presidente Alvarado junto con el diputado y exministro de la Presidencia Víctor Morales Mora fueron acusados penalmente por la Fiscalía General de la República, la encargada de llevar los casos contra los miembros de los supremos poderes de la república, por los delitos de prevaricato, fraude de ley y abuso de autoridad en el marco del caso UPAD.

### CasoCochinilla(2021)
El lunes 14 de junio de 2021 el Organismo de Investigación Judicial (OIJ) realiza 57 allanamientos a hogares, empresas de construcción, y tres instituciones del gobierno: las oficinas centrales del Ministerio de Obras Públicas y Transportes (MOPT), las oficinas centrales del Consejo Nacional de Vialidad (CONAVI) y la Casa Presidencial por segunda vez en la historia. En estos allanamientos se confiscaron documentos y se detuvieron a 30 personas.
Este caso de investigación judicial se da alrededor de una red de corrupción y sobornos entre empresas de construcción y funcionarios del CONAVI, órgano desconcertado del MOPT  encargado del desarrollo de carreteras en el país, la cual publica los carteles de contratación y administra las licitaciones de las mismos.
Al respecto Alvarado manifestó sentir «indignación, molestia y rabia». El ministro de Obras Públicas Rodolfo Méndez Mata aseguró que presentaron denuncias ante el OIJ por los hechos. Sin embargo, Méndez Mata ha sido cuestionado por estas declaraciones, ya que el OIJ emitió un informe desmintiendo al ministro, en el que indicaba que no hay registro de que Méndez haya acudido a poner la denuncia respectiva.

## Aprobación pública
Carlos Alvarado inició su gestión con alrededor del 36 % de aprobación en 2018. Sin embargo, la misma se desplomó poco después en especial tras sucesos impopulares como la aprobación del llamado plan fiscal y el escándalo UPAD llegando al 21 % de aprobación, y el 65% de desaprobación popular. No obstante en 2020 y, en especial, tras el manejo de la crisis por la pandemia de COVID-19 durante los primeros dos meses, la popularidad del presidente subió al 65 %, triplicándose de marzo a abril de ese año.
Sin embargo, debido al aumento acelerado de casos de COVID-19 durante el periodo junio-agosto de 2020  y el prolongamiento de medidas sanitarias que impidieran que los negocios siguieran funcionando con normalidad, el aumento acelerado del desempleo tras la pandemia y la presión popular de parte de gremios y empresarios para reactivar la economía, hizo que la popularidad en la administración de Carlos Alvarado decayera hasta solo un 26 % de aprobación y un 50 % de desaprobación  para agosto de 2020. Para noviembre de ese mismo año, decae aún más el respaldo de dicho gobierno, llegando a su punto mínimo de popularidad y máximo de impopularidad, con apenas un 15 % de aprobación y un aumento en la desaprobación popular del gobierno de Alvarado Quesada de hasta un 66 %.
En noviembre de 2021, las encuestas del Centro de Investigación y Estudios Políticos de la Universidad de Costa Rica (CIEP-UCR) registraron la mayor impopularidad hacia un presidente desde el momento que el CIEP empezó a hacer este tipo de encuestas (desde 2013, cuando la titular del cargo era Laura Chinchilla). Alvarado recibió un 72 % de desaprobación popular y solo un 12 % de comentarios positivos hacia su gestión, que fue empeorada tras la polémica por el Caso Cochinilla y otros casos de corrupción y posiblemente, por el ambiente de las elecciones de 2022.